# Luis Fernando Díaz de Mendoza y Guerrero
Luis Fernando Díaz de Mendoza y Guerrero (Madrid, 5 de març de 1897 - Oceà Atlàntic, 27 de setembre de 1942) fou un actor espanyol.

## Biografia

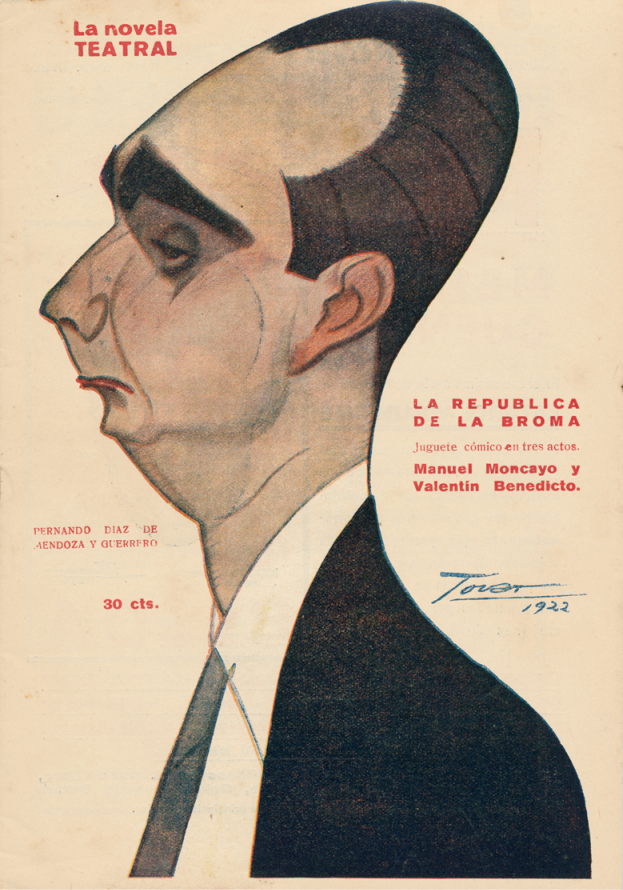
Caricaturitzat per Tovar (1922)

Fou fill de l'actor Fernando Díaz de Mendoza y Aguado, 7è marquès de Sant Mamés i 6è de Fontanar, comte de Balazote i comte de Lalaing, tots dos amb Grandesa d'Espanya, i fill de l'actriu María Guerrero. Des de molt petit va estar integrat en el món de la interpretació, debutant als escenaris sent encara un nen, d'igual manera que el seu germà petit Carlos.
Fins a la mort dels seus pares va formar part de la seva companyia, participant en l'elenc en obres com ara Campo d'armiño (1916), Los cachorros (1918), ambdues de Jacinto Benavente, El último pecado (1918), de Pedro Muñoz Seca, El ventall de Lady Windermere (1920), d'Oscar Wilde, El pare Juanico (1922), d'Ángel Guimerá, Don Luis Mejía (1925), d'Eduardo Marquina, El doncel romàntico (1922), La vidriera milagrosa (1924), Doña Diabla (1925), les tres últimes de Luís Fernández Ardavín o Desdichas de la fortuna o Julianillo Valcárcel (1926), dels germans Machado. No obstant el lligam amb la companyia dels seus pares, va fer també representacions amb altres companyies com ara en l'obra El llanto (1924), de Pedro Muñoz Seca, amb Emilio Thuillier.
Va debutar a Barcelona amb la companyia dels seus pares el 28 de maig de 1916, en l'obra La leona de Castilla, de Francisco Villaespesa Martín (1915), una obra que la companyia havia estrenat al Teatre Romea de Múrcia el 24 de novembre de 1915.
Es va casar en primeres noces amb la seva cosina María O'Donnell y Díaz de Mendoza, el 27 d'agost de 1917, enviduant-ne dos anys després. Més tard va mantenir una relació amb Carola Fernán Gómez, fruit de la qual va néixer qui més tard seria un dels actors més notables de l'Espanya del segle xx, Fernando Fernán Gómez, que no obstant això mai va reconèixer com a fill ni va portar, doncs, el seu cognom.
Es va casar en 1927 amb la seva cosina germana, també actriu, María Guerrero López, amb la qual va tenir tres fills (Fernando, Fernanda i María Esperanza). A la mort dels seus pares, va mantenir el nom de la companyia actuant al costat de la seva esposa.
Va morir en aigües de l'Atlàntic en l'enfonsament del vaixell mercant Monte Gorbea, en el trajecte de Buenos Aires a Bilbao, quan aquest vaixell va ser torpedinat pel submarí alemany U-512.